# Rhinolophus rufus
Rhinolophus rufus là một loài động vật có vú trong họ Dơi lá mũi, bộ Dơi. Loài này được Eydoux & Gervais mô tả năm 1836.